# Schistometopum thomense
Espèce
Synonymes
- Siphonops thomensis Bocage, 1873
- Siphonops brevirostris Peters, 1874
- Schistometopum ephele Taylor, 1965

Statut de conservation UICN

 LC  : Préoccupation mineure
Schistometopum thomense est une espèce de gymnophiones de la famille des Dermophiidae.

## Répartition
Cette espèce est endémique des îles de São Tomé et de Rolas dans l'archipel de Sao Tomé-et-Principe. Elle fréquente la plupart des types de sol de l'île, des forêts tropicales humides aux plantations de cocotiers. En revanche, elle est absente des terres plus sèches du nord de l'île.

## Étymologie
Son nom d'espèce, composé de thom[a] et du suffixe latin -ense, « qui vit dans, qui habite », lui a été donné en référence au lieu de sa découverte.

## Publication originale
- Bocage, 1873 : Melanges erpetologiques. II. Sur quelques reptiles et batraciens nouveaux, rares ou peu connus d‘Afrique occidentale. Jornal de Sciencias Mathematicas, Physicas e Naturaes Academia Real das Sciencias de Lisboa, vol. 4, p. 209-227 (texte intégral).